# Giuliano di Roma
Giuliano di Roma ist eine italienische Gemeinde in der Provinz Frosinone in der Region Latium mit 2295 Einwohnern (Stand 31. Dezember 2023). Sie liegt 92 km südöstlich von Rom und 17 km südwestlich von Frosinone.

## Geographie
Giuliano di Roma liegt in den Monti Lepini auf dem Pass zwischen den Tälern von Amaseno und des Sacco am Nordwestabhang des Monte Siserno (789 m). Es ist Mitglied der Comunità Montana Monti Lepini, Ausoni e Valliva.
Die Nachbarorte sind Ceccano, Maenza (LT), Patrica, Prossedi (LT), Supino und Villa Santo Stefano.

### Verkehr
Giuliano di Roma wird mit der Strada Statale 156 dei Monti Lepini, von Frosinone nach Latina, an das Fernstraßennetz angeschlossen.

## Geschichte
Aus der Antike wurden die Reste einer großen Villa gefunden. Das Castrum Iuliani wurde erstmals 1125 in der Chronik von Fossanova erwähnt.

## Bevölkerungsentwicklung
| Jahr      | 1871 | 1881 | 1901 | 1921 | 1936 | 1951 | 1971 | 1991 | 2001 |
| --------- | ---- | ---- | ---- | ---- | ---- | ---- | ---- | ---- | ---- |
| Einwohner | 2460 | 2346 | 2692 | 2838 | 3021 | 2843 | 2026 | 2239 | 2228 |

Quelle: ISTAT

## Politik
Adriano Lampazzi (Lista Civica: Giuliano Viva) wurde am 26. Mai 2019 zum neuen Bürgermeister gewählt.